# شهرستان ایجوان
شهرستان ایجوان (ارمنی: Իջևանի շրջան) یکی از شهرستان‌های جمهوری شوروی سوسیالیستی ارمنستان در تقسیم‌بندی جمهوری شوروی سوسیالیستی ارمنستان بود. مرکز این شهرستان ایجوان بود. طبق سرشماری سال ۱۹۸۷ میلادی جمعیت آن بالغ بر ۴۶٬۶۰۰ تن و مساحت آن ۱۳۳۶ کیلومتر مربع بود.

## مناطق مسکونی
- آکناغبیور
- hy:Աղքիլիսա
- آچارکوت
- آیگهوویت
- آچاجور
- برکابر
- گاندزاکار
- دشت سیلابی
- دیتاوان
- ینوکاوان
- لوساهوویت
- لوسادزور
- خاشتاراک
- نرکین تساقکاوان
- Կայան
- کیرانتس
- گغاتاپ
- hy:Սալահ
- hy:Սամեդ Վուրղուն
- ساریگیوغ
- سوکار، تاووش
- وازاشن
- Փոլադ

## نگارخانه

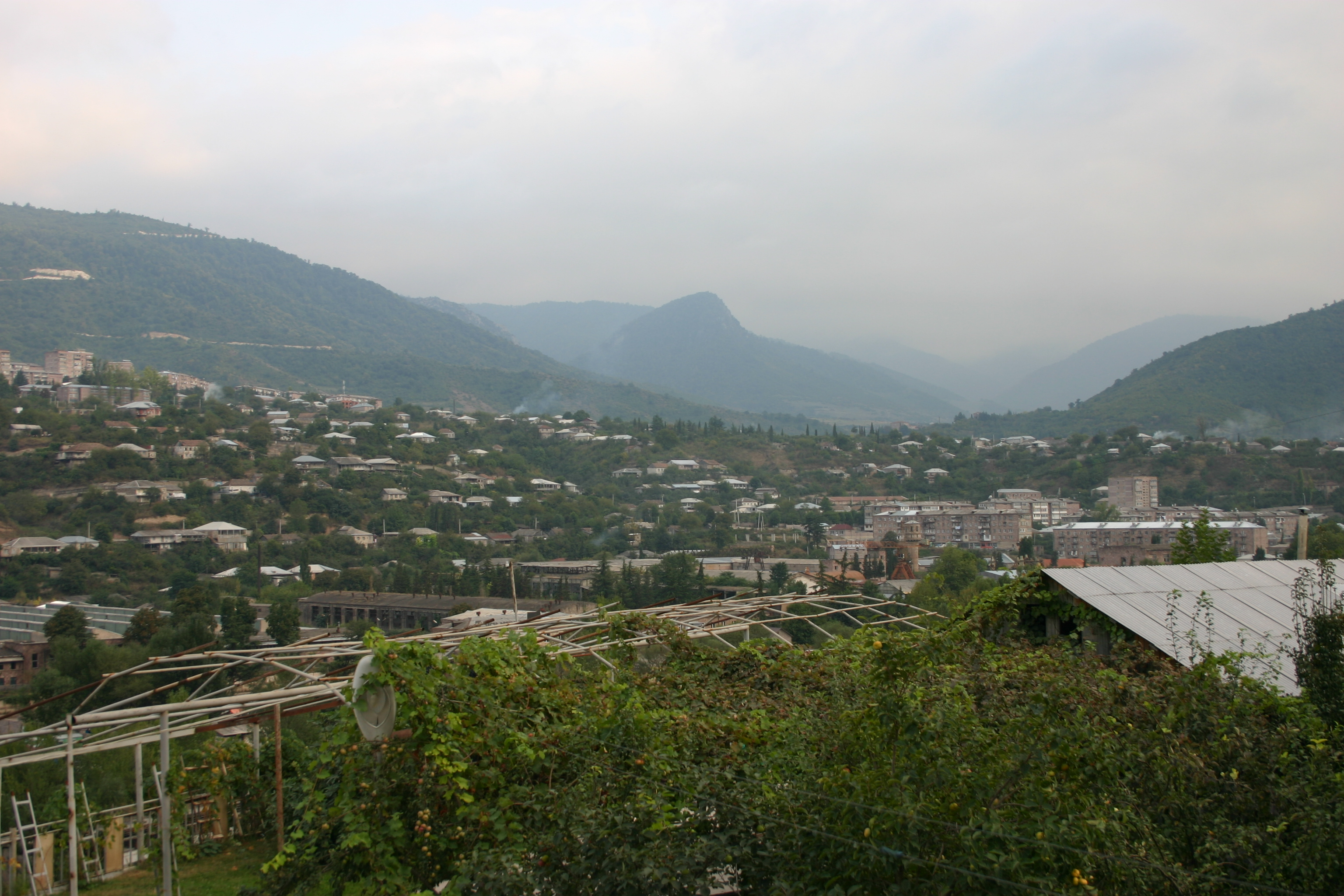
ایجوان
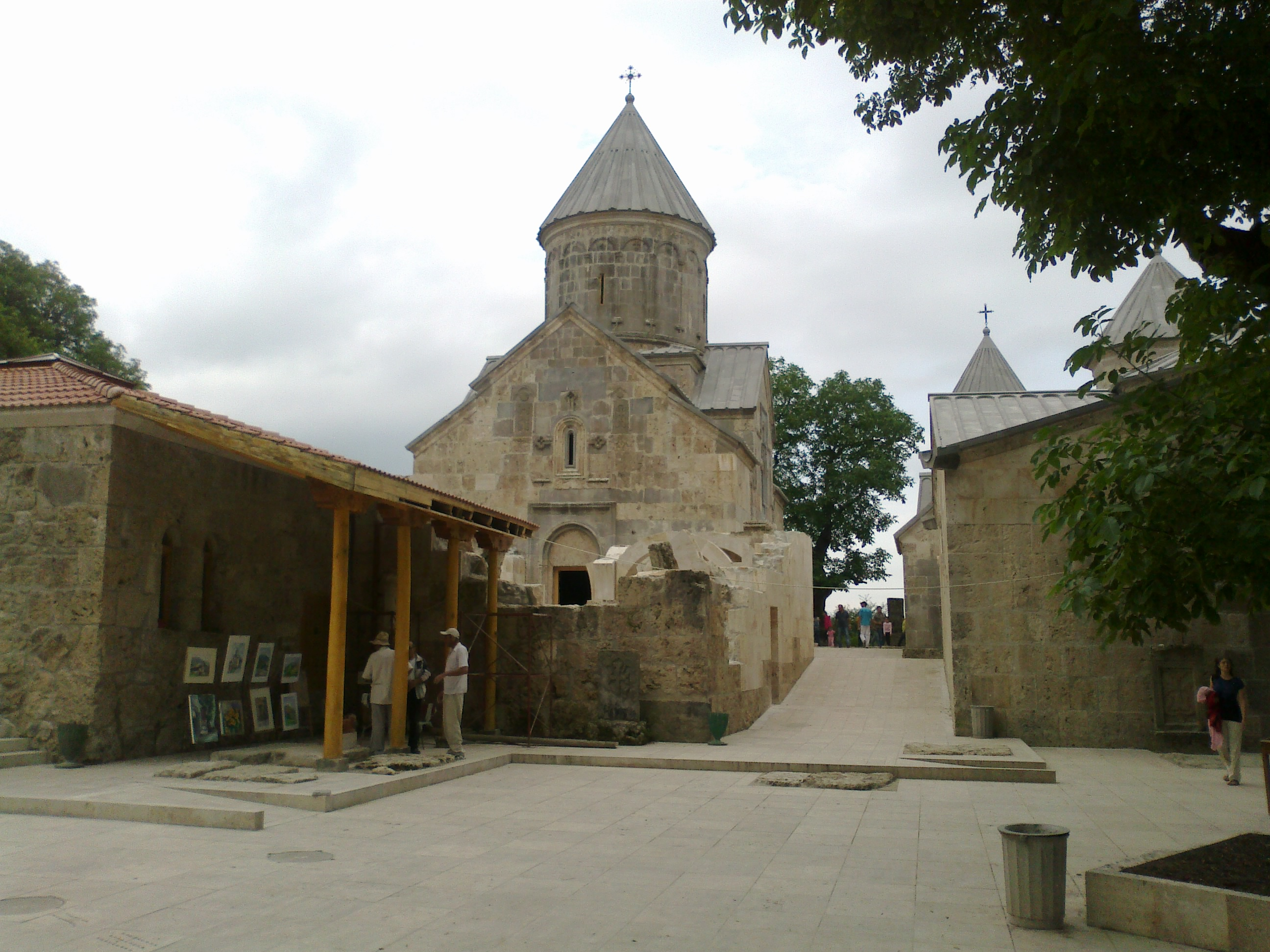
صومعه هاغارتسین
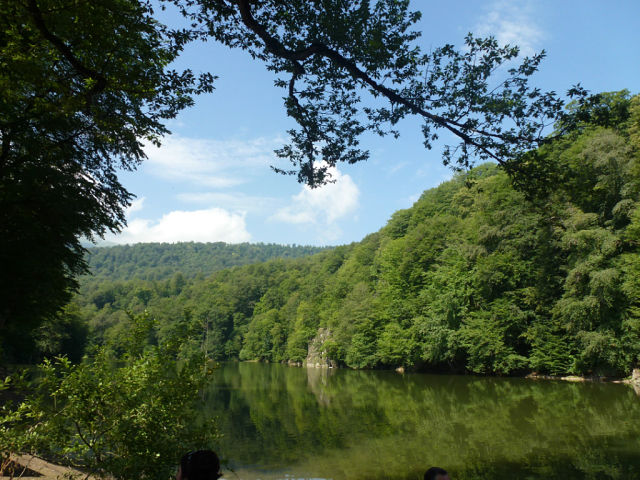
دریاچه پارز

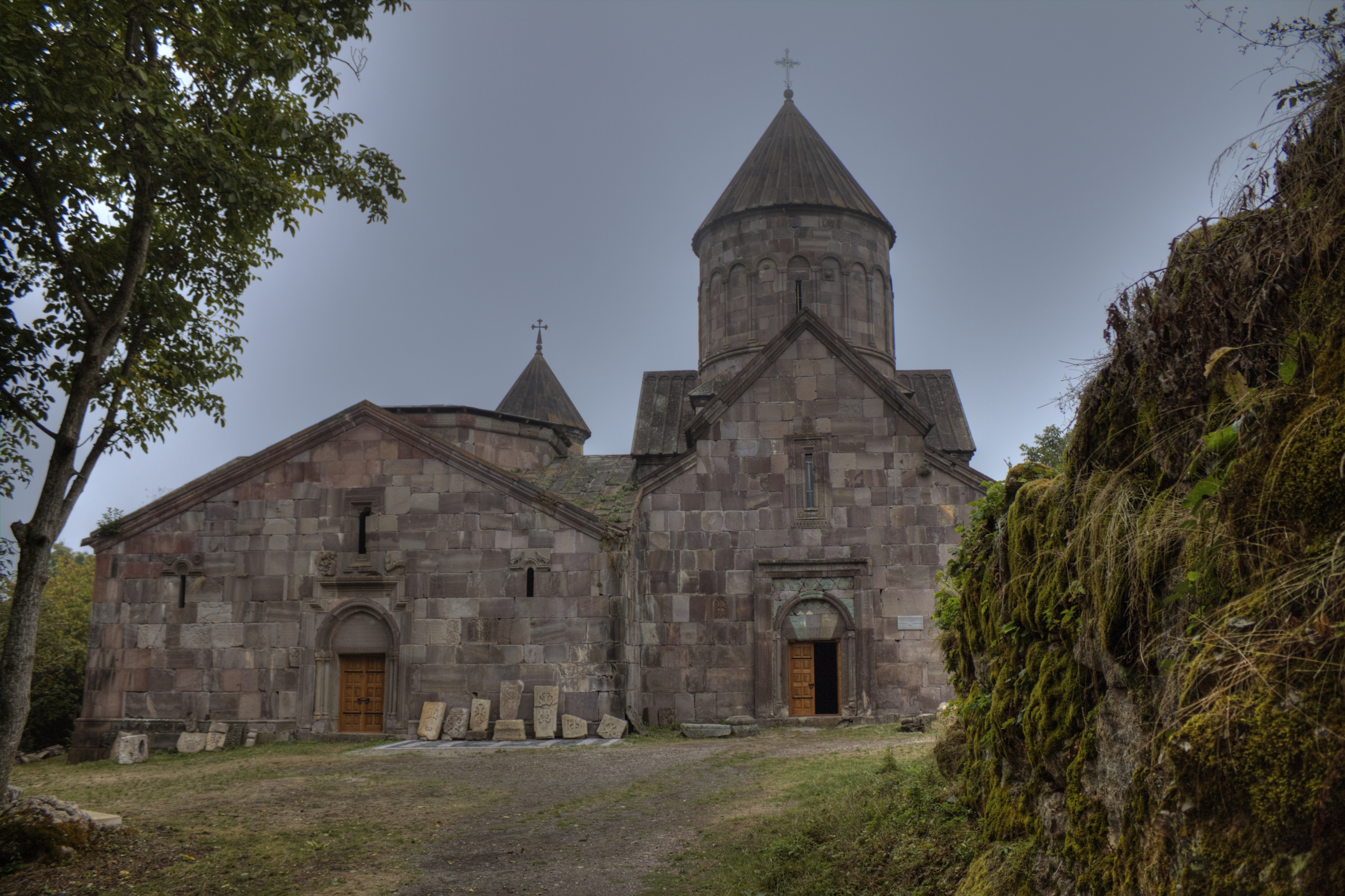
ماکاراوانک
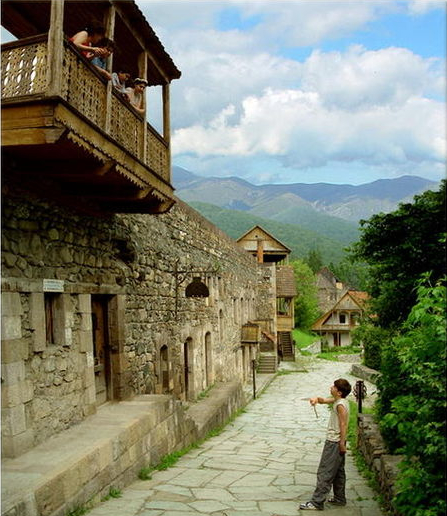
دیلیجان
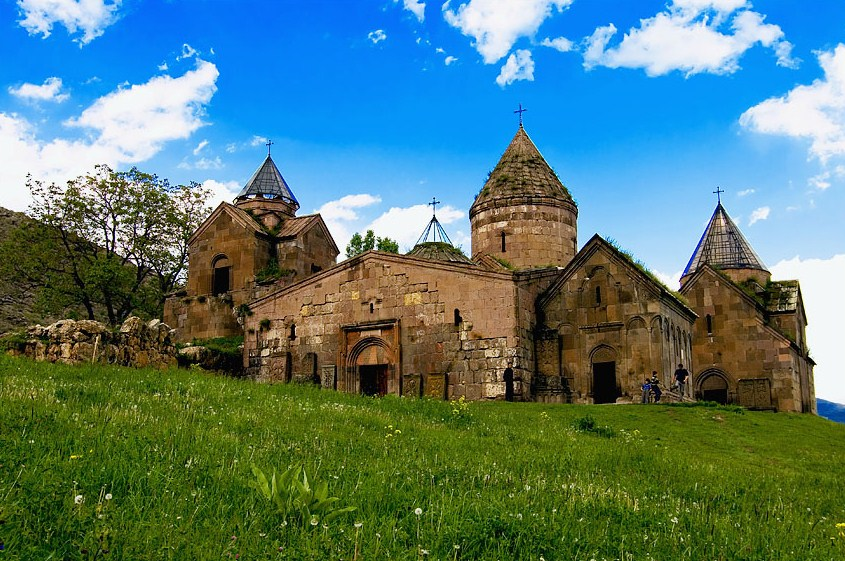
گوشاوانک